# Ебони
Ебони е щат във Нигерия с площ 5670 км2 и население 1 800 588 души (2007). Административен център е град Абакалики.

## Население
Населението на щата през 2007 година е 1 800 588 души.